# Discover (tijdschrift)
Discover is een Amerikaans populairwetenschappelijk tijdschrift. De maandelijkse editie verscheen vanaf oktober 1980, uitgegeven door Time Inc. In 1987 werd het tijdschrift verkocht aan Family Media, de eigenaren van Health. De Walt Disney Company kocht het tijdschrift toen Family Media hun activiteiten staakten in 1991. In oktober 2005 werd Discover verkocht aan twee media investeringsmaatschappijen. Bob Guccione Jr., oprichter van Spin and Gear magazines, was daarna twee jaar CEO en werd opgevolgd door Henry Donahue. Het tijdschrift werd in 2010 verkocht aan Kalmbach Publishing en de huidige hoofdredacteur is Stephen C. George.